# Ткенбаев, Жалгас Мусаевич
Жалгас Мусаевич Ткенбаев (19 января 1952 года) — казахстанский политический деятель.

## Биография
Жалгас Мусаевич Ткенбаев родился 19 января 1952 года. Происходит из рода Бериш Бегис Младшего жуза.
1995—1998. Аким города Атырау.
Заместитель директора казахстанского филиала «SINOPEC ENGINEERING (GROUP) CO,LTD».

## Планы на должности акима
1997 год. Аким города Атырау Жалгас ТКЕНБАЕВ сообщил о том, что в течение ближайшего времени ожидается увеличение численности горожан вдвое, и она достигнет 400 тыс. человек. По его мнению, необходимы инвестиции в реконструкцию водоочистных и дренажных систем города, в производство строительных материалов из местного сырья. Также он выступил с заявлением, что, рамках «Стратегии развития города Атырау», подготовленной совместно с USAID, в начале следующего года администрация города получит первый транш из кредитной линии Всемирного банка в $23-25 млн.

## Общественная деятельность
Лидер движения оппозиционного блока «За справедливый Казахстан» в Атырауской области.
До 2010 года руководитель Атырауского городского филиала Общенациональной социал-демократической партии «Азат».